# 安島直人
安島 直人（あじま なおと、明治16年（1883年） - 没年不詳）は明治時代から昭和にかけての医師。福島県磐城郡山田村消防医。家系は安島氏。福島県磐城郡山田村の生まれ。父は同村の農事指導者・安島重右衛門。直人はその次男。妻は安島ヒデ子、長男は安島武雄、次男は安島直重という。
明治34年（1901年）、中学校を卒業後、東京済生学舎に入学し、明治37年（1904年）、医術開業試験に合格する。在学中、検中非凡の秀才の評高く、資性沈毅剛直であり一度決断すれば如何なる障害も排して志を貫徹する果断力があったという。22歳で医学の道に入り、医術試験合格後は博士大家の門をたたき、新進医術を研究し、明治38年（1905年）、福島県磐城郡山田村大字大林に医院を開くとともに同村消防医を嘱託され、誠心誠意、仁術に尽くして名医と称され、通院患者が激増したという。